# アル・マルヒーヤSC
アル・マルヒーヤ・スポーツクラブ（アラビア語: نادي المرخية الرياضي、Al Markhiya Sports Club）は、カタールのスポーツクラブ。本項では主として著名なサッカー部門について記述する。

## 概要
1995年にアル・イッティファークの名称で設立され、2004年に現在のクラブ名に改称した。
2002年に初めて1部に昇格。近年では2021-22シーズンのセカンドディヴィジョンリーグで優勝し、スターズリーグに復帰を果たしている。スターズリーグに復帰した2022-23シーズンは7位で残留した。

## 歴代所属選手
- アラン・トラオレ 2017-2018
- タラール・アル＝ブルーシー 2018-2019
- ムハマドゥ＝ナビ・サール 2023-